# John Terwilliger
John Terwilliger (Albuquerque, 14 dicembre 1957) è un ex canottiere statunitense, vincitore dell'argento olimpico ai Giochi di Los Angeles 1984 nell'otto.
In precedenza, era stato selezionato per i Giochi olimpici di Mosca 1980, a cui però gli Stati Uniti non presero parte a causa del boicottaggio.
Nel 1988 venne selezionato per il quattro con di Seul 1988, classificandosi quinto.

## Palmarès
- Giochi olimpici

Los Angeles 1984: argento nell'otto.
- Campionati mondiali di canottaggio

Nottingham 1986: bronzo nel quattro con.
- Goodwill Games

Mosca 1986: oro nell'otto.